# Tomita's Greatest Hits
Tomita's Greatest Hits è un'antologia del compositore giapponese Isao Tomita, pubblicata nel 1979. Include una versione inedita del brano "Star Wars" Main Title (originalmente pubblicato su Kosmos del 1978).
Venne ristampato su CD con quattro tracce aggiunte.

## Tracce
Tutti i brani sono stati composti da autori vari ed eseguiti e arrangiati da Isao Tomita.

### LP originale

#### Lato A
1. "Star Wars" Main Title – 3:04 (John Williams)
2. Clair De Lune (Suite Bergamasque, No. 3) – 5:48 (Claude Debussy)
3. Close Encounters Of The Third Kind – 2:21 (John Williams)
4. Golliwog's Cakewalk (Children's Corner, No. 6) – 2:50 (Claude Debussy)
5. The Planets: Mars, The Bringer Of War – 7:44 (Gustav Holst)

Durata totale: 21:47

#### Lato B
1. Space Fantasy – 1:58 (Richard Strauss, Isao Tomita)
2. Hora Staccato – 3:29 (Grigoras Dinicu, Jascha Heifetz)
3. Symphony No. 5: 2nd Movement (Allegro Marcato) – 5:14 (Sergej Prokof'ev)
4. Firebird Suite: Infernal Dance Of King Kastchei – 4:08 (Igor' Stravinskij)
5. Pictures At An Exhibition: Great Gate Of Kiev – 6:14 (Modest Musorgskij)

Durata totale: 21:03

### Ristampa su CD
1. Also Sprach Zarathustra: Fanfare – 2:06 (Richard Strauss)
2. Grand Canyon Suite: On The Trail – 7:11 (Ferde Grofé)
3. The Pachelbel Canon – 5:50 (Johann Pachelbel)
4. Syncopated Clock – 2:31 (Leroy Anderson)
5. Bolero – 9:20 (Maurice Ravel)
6. "Star Wars" Main Title – 3:07 (John Williams)
7. Claire De Lune – 5:53 (Claude Debussy)
8. Close Encounters Of The Third Kind – 3:41 (John Williams)
9. Symphony No. 5: Second Movement – 5:25 (Sergej Prokof'ev)
10. Golliwog's Cakewalk – 2:54 (Claude Debussy)
11. Firebird Suite: Infernal Dance Of King Kastchei – 4:22 (Igor' Stravinskij)
12. Hora Staccato – 3:34 (Grigoras Dinicu, Jascha Heifetz)
13. The Planets: Mars, The Bringer Of War – 7:52 (Gustav Holst)
14. Pictures At An Exhibition: The Great Gate Of Kiev – 6:32 (Modest Musorgskij)